# Wilhelm Jastram
Heinrich August Wilhelm Jastram (* 29. Mai 1860 in Friedland, Königreich Hannover; † 29. Dezember 1936 in Lüneburg) war ein deutscher Schriftsteller und Heimatforscher, der sich insbesondere mit Geschichte und Orten Norddeutschlands beschäftigte.

## Leben
Während seines Studiums der Theologie wurde Jastram 1880 Mitglied der Burschenschaft Primislavia Berlin.
1886 wurde er Pastor in Posthausen, bevor er 1888 bis 1899 als Pastor in Betzendorf wirkte. Seine dortige Zeit hat er im Roman Holtorfer Doris verarbeitet mit der Folge, dass es acht Jahre nach seinem Weggang nach Echem zu einem Prozess kam, da sich zahlreiche Menschen darin wiedererkannten; er wurde jedoch freigesprochen. In Echem blieb er bis zu seinem Tod Pastor.
Nach seinen Romanen Lohmüllers Einziger - eine Dorfgeschichte aus dem Lüneburgischen (1908) und Matten Bautz – Eine Dorfgeschichte aus der Elbmarsch (1911) erschien das Buch Dennoch.
Danach befasste er sich insbesondere mit dem Kloster Lüne und veröffentlichte 1914 in erster und 1925 in zweiter Auflage einen Roman mit dem Titel Kloster Lüne. Jastram verfasste zur Melodie von Prinz Eugen, der edle Ritter auch den Text zu Nikolaus log frech und munter, das 1926 in der Weltkriegs-Liedersammlung erschien. Danach erschienen Burschenfrohsinn, Burschenmut (1927), das er seiner Burschenschaft zum 50. Stiftungsfest widmete, sowie Vor 250 Jahren (1930).

## Werke
• Holtorfer Doris (1907) (Roman)
• Lohmüllers Einziger - Eine Dorfgeschichte aus dem Lüneburgischen (1908) (Roman)
• Matten Bautz – Eine Dorfgeschichte aus der Elbmarsch (1911) (Roman)
• Kloster Lüne (1914) (Historischer Roman)
• Dennoch: Dichtungen aus Kriegswochen (1915) (Gedichte)
• Burschenfrohsinn, Burschenmut (1927) (Kurzgeschichtensammlung)
• Vor 250 Jahren (1930) (Historischer Roman)